# Марокканская исламская боевая группа
Марокканская исламская боевая группа, известная по французской аббревиатуре GICM (фр. Groupe Islamique Combattant Marocain) — салафитская террористическая организация, действовавшая в Марокко, Северной Африке и Западной Европе. Целью группировки было установление шариатского государства в Марокко.
Салафитская группировка была создана в 1998 году после того, как арабы-афганцы, воевавшие вместе с афганскими моджахедами, вернулись в Марокко.
Марокканская исламская боевая группа и её члены причастны к терактам в Касабланке в 2003 году и подрыве поездов в Мадриде в 2004 году. Предполагается, что активное противодействие многочисленным ячейкам организации в Европе нанесли значительный ущерб возможностям группировки.

## Салафитский Джихадизм
Группировка является салафитской джихадистской из течения салафизм. В 2003 году 12 салафитских террористов-смертников из связанной с ними группировки «Салафия Джихадия» были ответственны за совместные теракты в Касабланке, в результате которых погибло 33 человека.

## История

### Основание
Группировка была основана в 1990-х годах марокканскими новобранцами из тренировочных лагерей салафитской «Аль-Каиды» в Афганистане и бывшими моджахедами, участвовавшими в советско-афганской войне. Они по учению отклонилась «Харакат аль-Исламия аль-Магрибия аль-Мукатила» (ХАСМ) и «Шабиба аль-Исламия», и её заявленной целью было создание шариатского государства в Марокко. Группа занималась преступной деятельностью, включая грабежи, вымогательства, незаконную торговлю наркотиками и контрабанду оружия через Северную Африку и Европу. Одна из ранних ячеек, связанных с этой группировкой, была ответственна за убийство двух испанских туристов в отеле Atlas Asni в Марракеше в августе 1994 года. Идеологическим лидером группировки был Ахмед Рафики (Абу Ходейфа), который отвечал за организацию марокканских бойцов в Афганистане.

### Атаки и теракты
Наряду с другими филиалами «Аль-Каиды», МИБГ была запрещена во всем мире Комитетом ООН 1267 после терактов 11 сентября 2001 года. Позднее группировку связывали с несколькими терактами. В 2003 году 12 салафитских террористов-смертников из связанной с ними группировки «Салафия Джихадия» были ответственны за совместные теракты в Касабланке. По меньшей мере 8 человек, осуждённых после подрывов, были обвинены в принадлежности к МИБГ. Нуреддин Нафия был приговорен к 20 годам тюремного заключения, а Саад Хуссейни был приговорен к 15 годам.
Через год после подрывов в Касабланке Марокканская исламская боевая группа стала главным подозреваемым после подрывов поездов в Мадриде в 2004 году, в результате которых погиб 191 человек и более 2000 получили ранения. Ячейка, связанная с терактами, была связана с МИБГ через Юсефа Бельхаджа и Хассана эль-Хаски, которые базировались в Бельгии. Главный преступник Джамаль Зугам встречался с лидерами GICM, включая Абу Исса в Великобритании и Абдельазиз Беньяич в Марокко.
Группировка также была связана с терактами в Касабланке в 2007 году. Она активно занималась вербовкой салафитских джихадистов в Ираке, и несёт ответственность за теракты, включая по крайней мере один теракт салафита, выступавшего против Многонациональных сил в Ираке.

## Виды деятельности и ячейки
Значительная часть членов салафитской группировки была набрана из марокканской диаспоры в Западной Европе. В Европе организация обосновалась в Соединённом Королевстве, но имеет многочисленные ячейки в Испании, Бельгии, Италии, Франции, Дании, Турции, Египте и Нидерландах.
В Париже в 2004 году были арестованы тринадцать человек, подозреваемых в связях с МИБГ. Салафитский имам мечети в Варезе, Италия, подозреваемый в сборе денег и вербовке для МИБГ, был экстрадирован в Марокко в 2008 году. Группа также действовала в Канаде.
К 2010 году большинство лидеров салафитской организации были заключены в тюрьму или убиты, хотя бывшие члены организации до сих пор представляют угрозу.

## Присоединение к «Салафитской группе проповеди и джихада» и «Аль-Каиде»
Согласно определённым сведениям, группировка присоединилась к «Салафитской группе проповеди и джихада» (АКСИМ). Ячейка из 27 членов в Тетуане, арестованная в январе 2007 года, имела логистические и финансовые связи с МБИГ и АКСИМ. Мохамед Муму (он же Абу Касвара), второй по значимости человек в «Аль-Каиде» в Ираке, изначально был ключевым членом МИБГ. Карим эль-Меджати, ещё один основатель группировки, был убит в 2005 году после того, как стал лидером «Аль-Каиды» в Саудовской Аравии.

## Признание террористической организацией
Страны и организации, которые запретили группировку:
| Страна         | Дата               | Ссылки |
| ООН            | 10 октября 2002 г. | [ 2 ]  |
| США            | 5 декабря 2002 г.  | [ 1 ]  |
| Великобритания | 14 октября 2005 г. | [ 23 ] |